# 波普藝術

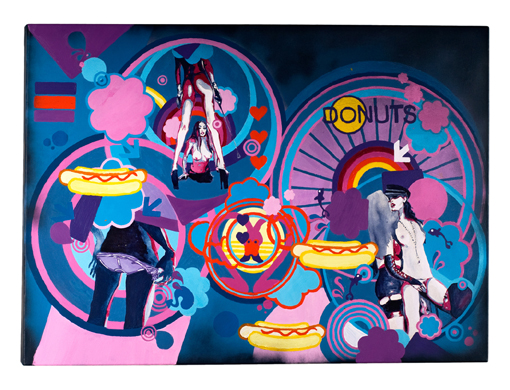
Angelina Probst作品性感畫廊

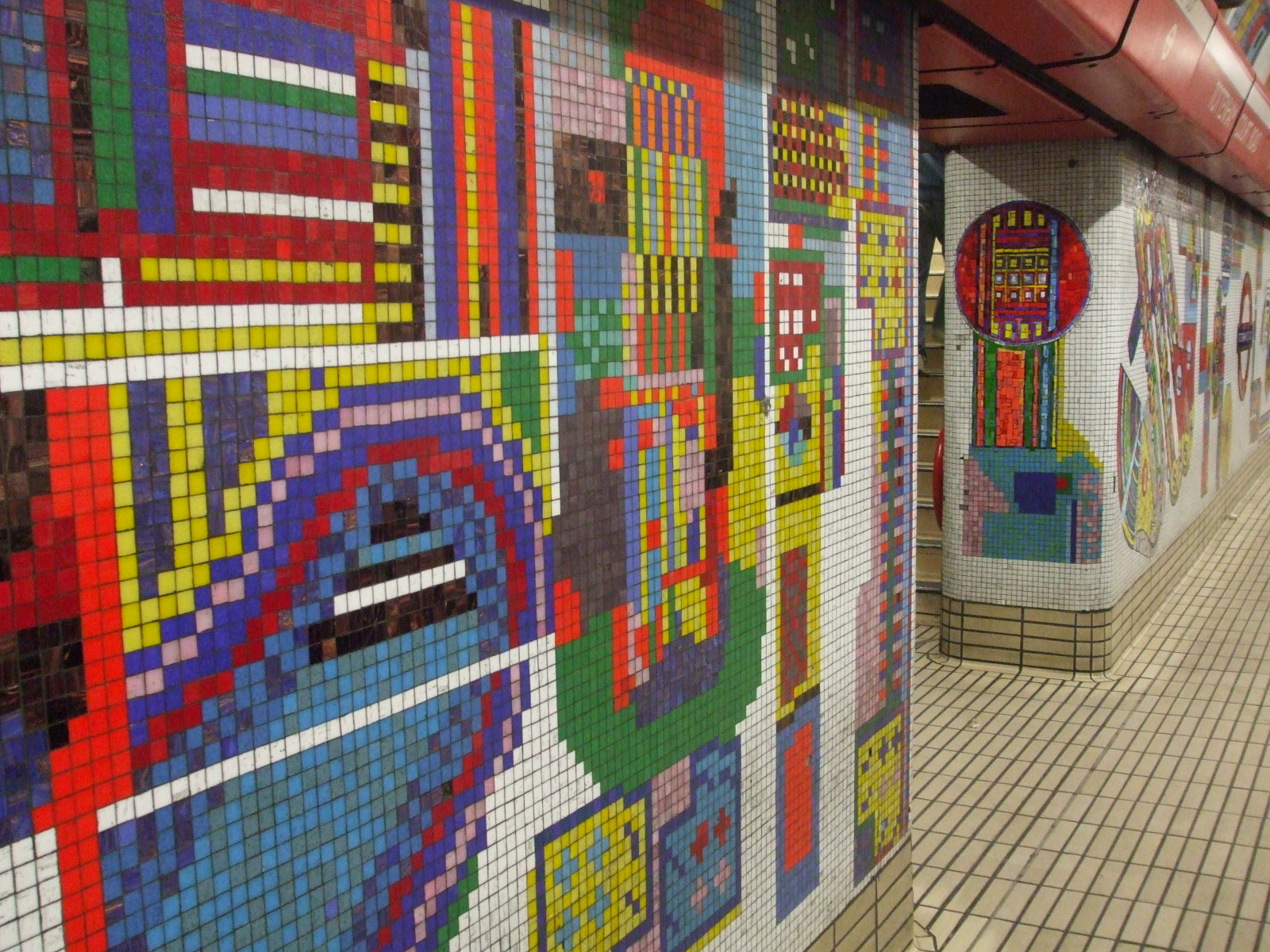
Paolozzi mosaic 設計作品展示於Tottenham Court Road地鐵站中央線西月台(1984).

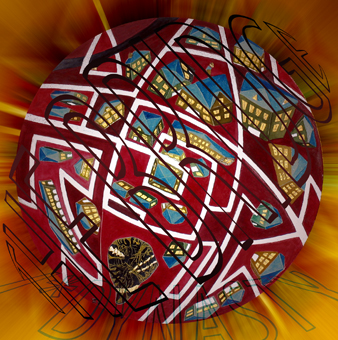
Adeyto的普普藝術海報

波普艺术（pop art，又译为普普艺术或通俗藝術），是一個探討通俗文化與藝術之間關連的藝術運動。普普藝術試圖推翻抽象表現藝術並轉向符號，商標等具象的大眾文化主題。普普藝術這個字目前已知的是由1956年英國藝術評論家羅倫斯·艾偉（Lawrence Allowey）所提出。
普普藝術同時也是一些諷刺市儈貪婪本性的延伸。
從意識型態和社會發展的背景來看，普普藝術在1960年代來反抗當時的權威文化和架上藝術，不但具有對傳統學院派的反抗，也同時具有否定現代主義藝術的成份，虛無主義、無政府主義是普普藝術的精神核心。
普普藝術特殊的地方在於它對於流行時尚有相當特別而且長久的影響力。不少服裝設計，平面設計師都直接或間接的從普普藝術中取得靈感。

## 語源
「普普」的命名是來自「流行藝術」（popular art）一詞，是由藝術評論家勞倫斯·阿羅威（Lawrence Alloway）看到那些平庸無奇的商業主題繪畫和雕塑、裝置時，就流行藝術的這個詞而給予命名的。
“波普”（pop）也是“棒棒糖”（lollypop）的一个简化口语词，可追溯至十八世纪。表示可口可乐之类的“汽水”（soda pop）一词，大致也是那个时期产生的（这里的pop可能是指瓶子开启的声音）。无论如何，我们都可以看到轻松愉快的享乐和渴求欲念的转化（例如棒棒糖的性暗示）。
一般认为，波普艺术是从1950年代中后期开始，首先在英国由一群自称“独立团体”（Independent Group）的艺术家、批评家和建筑师引发，他们对于新兴的都市大众文化十分感兴趣，以各种大众消费品进行创作。1956年，独立团体举行了画展“此即明日”（This is Tomorrow），其中展出了理查德·汉密尔顿的一副拼贴画《究竟是什么使今日家庭如此不同、如此吸引人呢？》（Just what is it that makes today's homes so different, so appealing?）。画里有药品杂志上剪下来的肌肉发达的半裸男人，手里拿着像网球拍般巨大的棒棒糖；有性感的半裸女郎，其乳头上还贴着闪闪发光的小金属片；室内墙上挂着当时的通俗漫画《青春浪漫》（Young Romance），并加了镜框；桌上放着一块包装好的“罗杰基斯特”牌火腿；还有电视机、录音机、吸尘器、台灯等现代家庭必需品，灯罩上印着“福特”标志；透过窗户可以看到外边街道上的巨大电影广告的局部……这一切都可以通过那个半裸男人手中棒棒糖上印着的三个大写字母得到解释：POP。该词来自于英文的“popular”，在汉语中一般音译为“波普”。1957年，汉密尔顿为“波普”下了定义，即：“流行的（面向大众而设计的），转瞬即逝的（短期方案），可随意消耗的（易忘的），廉价的，批量生产的，年轻人的（以青年为目标），诙谐风趣的，性感的，恶搞的，魅惑人的，以及大商业”。

## 波普藝術家
知名的普普藝術家包括：
- 詹姆斯·吉尔
- 理察·哈密爾頓
- 凱斯·哈林
- 大衛·霍克尼
- 賈斯培·瓊斯
- 羅依·李奇登斯坦
- 彼得·馬克斯
- 克拉斯·歐登伯格
- 羅伯特·勞森伯格

- 偉恩·第伯
- 安迪·沃荷
- 高野綾（タカノ綾）
- 草間彌生